# Axel Heiberg

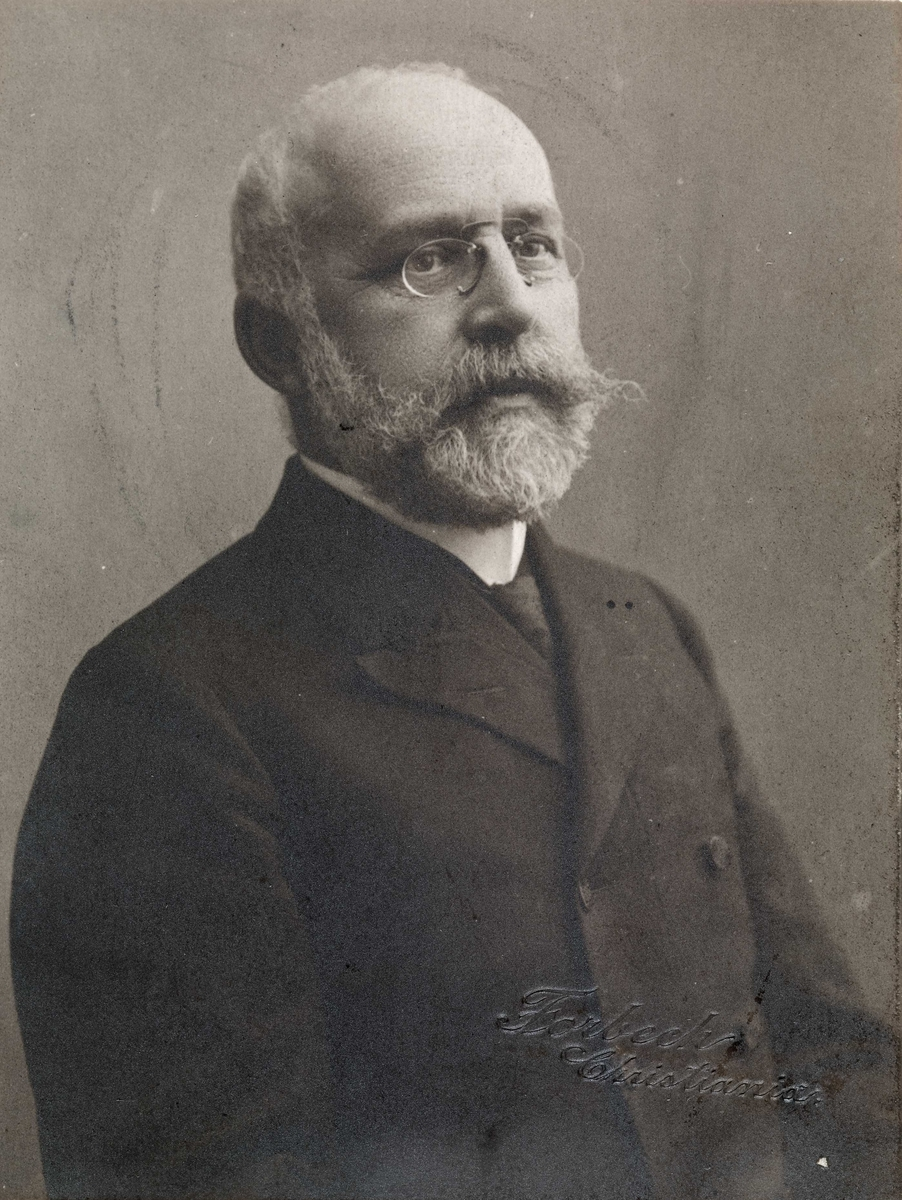
Axel Heiberg

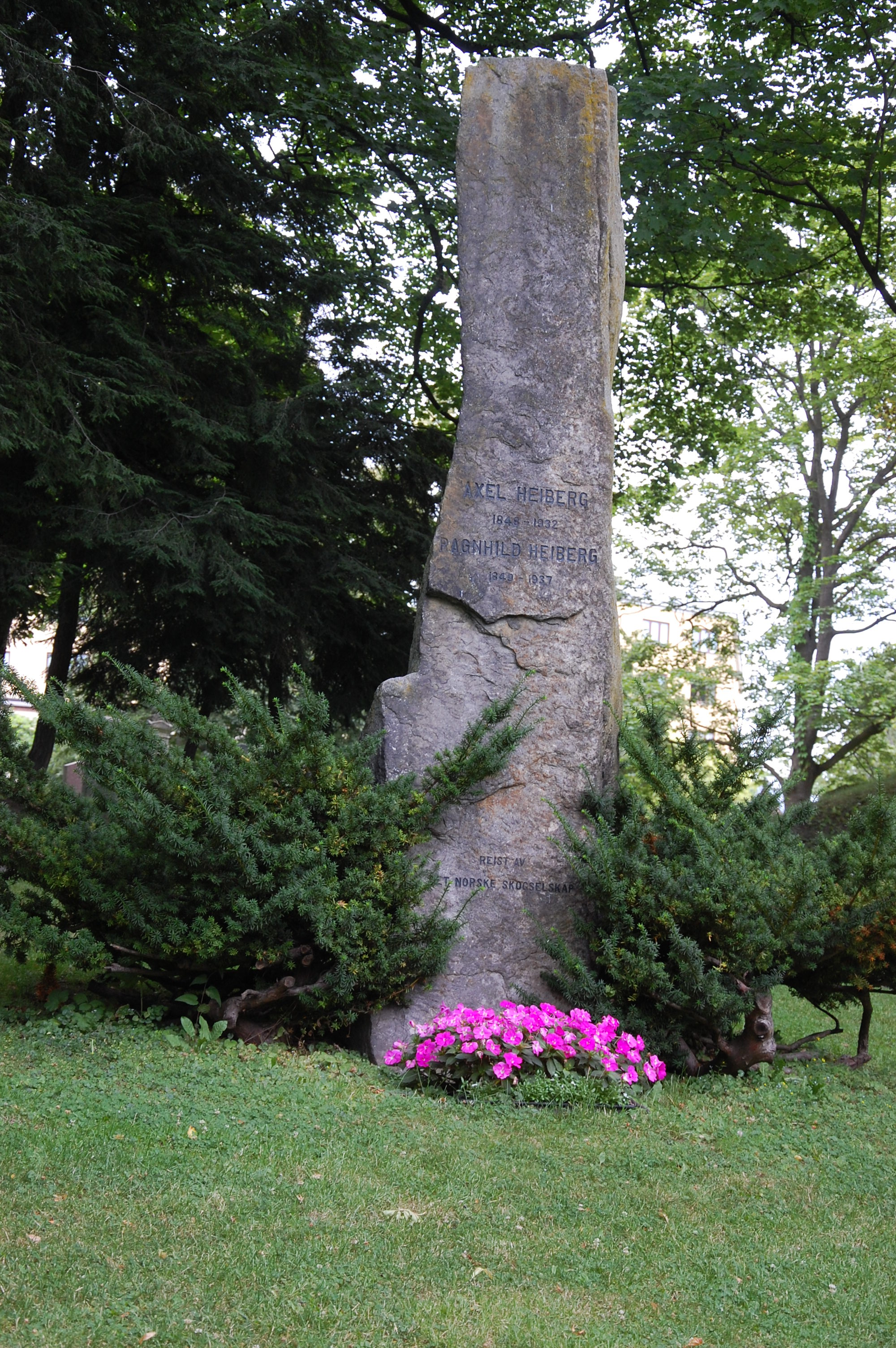
Heibergs Grabstätte auf dem Vår Frelsers Gravlund in Oslo

Axel Heiberg (* 16. März 1848 in Christiania; † 4. September 1932 in Oslo) war ein norwegischer Geschäftsmann und Mäzen. Er ist vor allem für seine finanzielle Unterstützung der Polarforscher Fridtjof Nansen, Otto Sverdrup und Roald Amundsen bekannt.

## Leben
Axel Heiberg wurde 1848 als Sohn des Generalchirurgen Johan Fritznersgate Heiberg (1805–1883) und dessen Frau Emma Wilhelmine Munch (1818–1888) geboren. Er war ein Neffe Christen Heibergs (1799–1872), einem Medizinprofessor an der Königlichen Friedrichs-Universität Christiania.
Heiberg begann seine berufliche Laufbahn 1867 bei der Baumwollfirma Wm. M. Tunne & Co. in Savannah im US-Bundesstaat Georgia, ging für Russell & Company nach Hongkong und war von 1870 bis 1872 norwegisch-schwedischer Vizekonsul und Konsulatssekretär in Shanghai. Im Herbst 1872 kehrte er nach Norwegen zurück und wurde Mitinhaber mehrerer Industrieunternehmen. 1877 gründete er mit den Brüdern Amund Ringnes und Ellef Ringnes die Ringnes-Brauerei. Selbst aktiver Ruderer, Segler und Skiläufer förderte er den norwegischen Sport durch Spenden. Er war von 1882 bis 1884 Vorsitzender des Rudervereins in Christiania und gründete den ersten norwegischen Kennel Club.
Als Fridtjof Nansen Grönland auf Skiern durchquerte, war Heiberg tief beeindruckt. Gemeinsam mit Ellef Ringnes und dem Reeder Thomas Fearnley (1841–1927) sammelte er private Spenden für Nansens Fram-Expedition von 1893 bis 1896. Heiberg selbst gab 17.000 Kronen. Nach Nansens Rückkehr beteiligte sich Heiberg 1897 mit 50.000 Kronen an der Fridtjof-Nansen-Stiftung zur Förderung der Wissenschaft. Gemeinsam mit den Brüdern Ringnes finanzierte er die Zweite Fram-Expedition 1898–1902 unter Otto Sverdrup, die zu umfangreichen geographischen Entdeckungen in der kanadischen Arktis führte. Er unterstützte auch Roald Amundsen bei dessen Bezwingung der Nordwestpassage mit der Gjøa 1903–1906 und bei dessen Südpolexpedition 1910–1912. Die Polarforscher dankten es ihm, indem sie einige ihrer geographischen Entdeckungen nach dem Mäzen benannten, wie die Heiberg-Inseln in der Karasee (Nansen), die Axel-Heiberg-Insel in der kanadischen Arktis (Sverdrup) und den Axel-Heiberg-Gletscher in Antarktika (Amundsen).
Heiberg ist auch als Förderer des norwegischen Kunst- und Geisteslebens bekannt. Dem Norwegischen Nationaltheater spendete er 1899 die heute vor dessen Eingang stehenden Statuen des Bildhauers Stephan Sinding, die Henrik Ibsen und Bjørnstjerne Bjørnson darstellen. 1898 wurde auf seine Initiative die Norwegische Waldgesellschaft (norwegisch Det norske Skogselskap) gegründet, deren Vorsitzender er 25 Jahre lang war.
Für seine Verdienste wurde Heiberg mit dem Sankt-Olav-Orden dekoriert (Ritterkreuz 1896, Kommandeur 1900, Großkreuz 1908). 1923 erhielt er Norwegens höchste zivile Auszeichnung, die Borgerdådsmedaille in Gold.
Axel Heiberg war seit dem 28. Oktober 1873 mit Ragnhild Meyer (1849–1937) verheiratet, der Tochter des Kaufmanns Thorvald Meyer (1818–1909) und dessen Frau Annichen Mathea („Thea“) Tofte (1820–1900).